# FAI World Gas Balloon Championship
Die FAI Gas Balloon World Championship (deutsch: Gasballonweltmeisterschaft) wird seit 1976 unregelmäßig ausgetragen. Das Land des Siegers darf die nächste Weltmeisterschaft austragen.
Die zehnte Veranstaltung 2004 ist derzeit die Letzte. Die elfte FAI-Gasballonweltmeisterschaft sollte 2007 in Dmitrow, Russland stattfinden.

## Siegerliste
|      | Ort                                   | Team |
| ---- | ------------------------------------- | --- |
| 1976 | Augsburg (Bundesrepublik Deutschland) | 1. Peter Peterka und Jean-Paul Kuenzi (SUI) 2. Werner Heppeler und Kurt Schurer (GER) 3. Kurt Reisch und Erich Märk (GER)               |
| 1980 | Sint Niklaas (Belgien)                | 1. Heinrich Brachtendorf und Helmut Karnstädt (GER) 2. Gerry F. Turnbull und Anderson (GBR) 3. Nini Boesman und Frédéric Demenint (NED) |
| 1982 | Berne-Belpmoos (Schweiz)              | 1. Peter Peterka und Jean-Paul Kuenzi (SUI) 2. GER 2 3. GER                                                                             |
| 1986 | Glendale, Arizona (USA)               | 1. Peter Peterka und Jean-Paul Kuenzi (SUI) 2. USA 1 3. AUS                                                                             |
| 1988 | Augsburg (Bundesrepublik Deutschland) | 1. Josef Starkbaum und Gert Scholz (AUT) 2. Vornbaumen und Sundermeier (GER) 3. Jacques Soukoup und David Levin (USA)                   |
| 1990 | Tyndall, South Dakota (USA)           | 1. Josef Starkbaum und Gert Scholz (AUT) 2. USA 1 3. GER 1                                                                              |
| 1992 | Obertraun (Österreich)                | 1. David Levin und Jim Schiller (USA) 2. Thomas Fink und Rainer Hassold (GER) 3. Josef Starkbaum und Gert Scholz (AUT)                  |
| 1994 | Albuquerque/New Mexico (USA)          | 1. Thomas Fink und Rainer Hassold (GER) 2. Thomas Lewetz und Silvia Wagner (AUS) 3. Castanier und Villey (FRA)                          |
| 1996 | Bitterfeld (Deutschland)              | 1. Thomas Fink und Rainer Hassold (GER) 2. Sullivan und David Levin (USA) 3. Menger und Beermann (GER)                                  |
| 2004 | Bitterfeld (Deutschland)              | 1. Peter Krafczyk und Uwe Schneider (GER) 2. Astrid Gerhardt und Dominik Haggeney (GER) 3. Mark Sullivan und David Levin (USA)          |